# مارسیو دی سوزا جوتا
مارسیو دی سوزا جوتا (به پرتغالی: Márcio de Souza Jotha) هافبک اهل برزیل است که در شهر ریودو ژانیرو و در تاریخ ۲۹ ژانویهٔ ۱۹۷۹ به دنیا آمده‌است.
او در تیم‌های فوتبال Coruripe سابقهٔ حضور دارد.